# Декларация о независимости Автономной Республики Крым и города Севастополя
Декларация о независимости Автономной Республики Крым и города Севастополя — декларация, принятая 11 марта 2014 года Верховным Советом Автономной Республики Крым и Севастопольским городским советом в ходе подготовки к проведению общекрымского референдума, назначенного на 16 марта 2014 года. На основании результатов референдума и «Декларации о независимости» 17 марта 2014 года была провозглашена независимая суверенная Республика Крым, в которой город Севастополь имеет особый статус.

## Предыстория
По данным различных источников, с лета 2013 года в кругах российских властей начинают прорабатываться различные планы действий по отторжению территорий Украины. В сентябре 2013 года в ходе российско-белорусских учений в Калининградской области отрабатывались «операции по защите соотечественников, якобы притесняемых на территории иностранного государства». По сценарию этих учений, «на территории соседнего государства происходят беспорядки и попытки захвата власти, создаются незаконные вооружённые формирования», а Россия и Белоруссия как страны-соседи «заходят и наводят порядок».
Произошедшее 18—20 февраля 2014 года обострение гражданского противостояния в стране, а затем и смещение Януковича с поста президента способствовали радикализации настроений как в Крыму, так и в руководстве России. Россия фактически использовала Евромайдан в качестве оправдания аннексии Крыма и последующей гибридной войны против Украины на Донбассе.
Когда именно российское руководство начало свои действия в отношении Крыма, остаётся спорным вопросом. Источники, близкие к командованию крымской операцией, указывают 18 февраля как дату, когда ССО РФ в Новороссийске и на базе ВМФ РФ в Севастополе были приведены в состояние тревоги. 20 февраля войска РФ получили приказ блокировать украинские военные базы в Крыму и предотвратить кровопролитие между протестующими. Однако силы РФ начали действовать только 23 февраля, через 2 дня после бегства Януковича из Киева.
23 февраля 2014 года завершились Зимние Олимпийские игры в российском Сочи.

## Принятие
Декларация была утверждена Постановлением Верховного Совета Автономной Республики Крым на внеочередном пленарном заседании 11 марта 2014 года (подписана Председателем Верховного Совета Автономной Республики Крым Владимиром Константиновым) и Постановлением Севастопольского городского Совета на внеочередном пленарном заседании 11 марта 2014 года (подписана Председателем Севастопольского городского совета Юрием Дойниковым). За утверждение Декларации проголосовали 78 депутатов Верховного Совета АРК из 81, принявшего участие в голосовании.

## Содержание декларации
Ссылается на положения Устава Организации Объединенных Наций и ряд других международных документов, закрепляющих право народов на самоопределение, а также на решение Международного суда ООН о правомерности провозглашения независимости Косова.
Как пояснило руководство Верховного Совета Автономной Республики Крым, декларация является важным процедурным документом, необходимым для юридической легитимации вхождения Крыма в состав России, а также для проведения общекрымского референдума.

Мы, депутаты Верховной Рады Автономной Республики Крым и Севастопольского городского Совета, исходя из положений Устава Организации Объединенных Наций и целого ряда других международных документов, закрепляющих право народов на самоопределение, а также принимая во внимание подтверждение международным судом ООН в отношении Косово от 22 июля 2010 года того факта, что одностороннее провозглашение независимости частью государства не нарушает какие-либо нормы международного права, принимаем совместно решение:
1. В случае если в результате предстоящего 16 марта 2014 года прямого волеизъявления народов Крыма будет принято решение о вхождении Крыма, включая Автономную Республику Крым и город Севастополь, в состав России, Крым после референдума будет объявлен независимым и суверенным государством с республиканской формой правления.
2. Республика Крым будет демократическим, светским и многонациональным государством, которое обязуется поддерживать мир, межнациональное и межконфессиональное согласие на своей территории.
3. Республика Крым как независимое и суверенное государство в случае соответствующих результатов референдума обратится к Российской Федерации с предложением о принятии Республики Крым на основе соответствующего межгосударственного договора в состав Российской Федерации в качестве нового субъекта Российской Федерации».

## Международная реакция
МИД Украины в тот же день выразил протест в связи с данным заявлением МИД России и назвал решение Верховного Совета Автономной Республики Крым «антиконституционным, незаконным и юридически ничтожным». 14 марта и. о. президента Украины, председатель Верховной Рады Александр Турчинов подписал указ о приостановлении действия Декларации как не отвечающей Конституции и законам Украины. 21 марта Конституционный Суд Украины признал неконституционным постановление ВС АРК о декларации о независимости АР Крым и города Севастополя.
Министерство иностранных дел Франции назвало декларацию о независимости Крыма и решение о проведении 16 марта общекрымского референдума нелегитимными, заявив, что они противоречат Конституции Украины и нормам международного права.
Министр иностранных дел Японии Фумио Кисида 12 марта высказал мнение, что данная декларация противоречит Конституции Украины.